# Canzoni nel vento
Canzoni nel vento è un album live del gruppo musicale italiano Nomadi, pubblicato nel 2011, il primo con etichetta discografica Nomadi, dopo la rescissione del contratto con la casa discografica Warner Music, sebbene sia distribuito dalla stessa Warner.
Si tratta di una raccolta di pezzi live registrati durante i tour degli anni 1987, 1988 e 1989 a Cremona, Casalromano, Lugo, Spezzano e Modena, e mai pubblicati prima.

## Tracce
1. Il fiore nero – 2:47
2. Riverisco – 1:57
3. Tu che farai – 3:22
4. Il seme – 3:49
5. Canzone del bambino nel vento (Auschwitz) – 5:26
6. Aiutala – 3:19
7. Il paese delle favole – 4:29
8. Sera bolognese – 4:05
9. I tre miti – 4:09
10. Gordon – 3:25
11. Costa dell'est – 2:11
12. Ho difeso il mio amore (Night in White Satin) – 4:59
13. Io vagabondo – 3:31

## Formazione
- Augusto Daolio - voce
- Beppe Carletti - tastiere
- Paolo Lancellotti - batteria
- Chris Dennis - chitarre
- Dante Pergreffi - basso elettrico

## Classifiche
| Classifica | Posizione |
| ---------- | --------- |
| Italia     | 42        |